# John Sedgwick
John Sedgwick  (n. 13 septembrie 1813 în Cornwall Hollow, Connecticut – d. 9 mai 1864 în Spotsylvania, Virginia) a fost un general din SUA, care a comandat trupele nordamericane în Războiul Civil American (1861–1865). John Sedgwick s-a născut în Berkshires, Connecticut, într-o familie cu tradiții militare. Bunicul al cărui nume îl poartă John Sedgwick, a luptat alături de generalul George Washington în Valley Forge. John Sedgwick  a predat ca învățător, dar va termina studiul în anul 1837, la Academia Militară din West Point, New York. Generalul era simpatizat de soldați care îl numeau în între ei Uncle John (Unchiul John). John Sedgwick va cade ca al patrulea comandant al armatei Potomac (Army of the Potomac) pe câmpul de luptă.

## Literatură
- Eicher, John H., & Eicher, David J.: Civil War High Commands, Stanford University Press, 2001, ISBN 0-8047-3641-3
- Robert J. Jurgen/Allan Keller, Major General John Sedgwick, U.S. Volunteers, 1813-1864, published by the Connecticut Civil War Centennial Committee, Hartford 1963, 35 S.
- Stewart Sifakis, Who Was Who In The Civil War, New York 1988/1989, 2. Bde, ISBN 081602202X
- Richard Elliott Winslow, General John Sedgwick: The Story of a Union Corps Commander, Presidio Press 1982 (ursprünglich Diss. d. University of Pennsylvania, 1970)
- United States. War Dept.: The War of the Rebellion: a Compilation of the Official Records of the Union and Confederate Armies, Govt. Print. Off., Washington 1880–1901, hier online.